# Teen Spirit (film, 2018)
Pour les articles homonymes, voir Teen Spirit (homonymie).
Pour plus de détails, voir Fiche technique et Distribution.
Teen Spirit est un film américano-britannique réalisé par Max Minghella, sorti en 2018. Il est présenté en avant-première au festival international du film de Toronto 2018.

## Synopsis
Violet Valenski est une adolescente passionnée par le chant. Elle rêve de quitter sa petite ville anglaise et veut à tout prix devenir une star. Flanquée d'un improbable mentor, elle participe aux auditions d'un télé crochet international, Teen Spirit. Cette expérience va tout changer pour elle et va remettre en cause son intégrité, son talent et ses ambitions.

## Fiche technique
Sauf indication contraire, les informations mentionnées dans cette section peuvent être confirmées par la base de données cinématographiques IMDb,  présente dans la section « Liens externes ».
- Titre original : Teen Spirit
- Réalisation et scénario : Max Minghella
- Direction artistique : Tom Coates
- Décors : Kave Quinn
- Costumes : Mirren Gordon-Crozier
- Photographie : Autumn Durald
- Montage : Cam McLauchlin
- Musique : Marius De Vries
- Production : Fred Berger

Coproducteurs : Michael S. Constable
Producteurs délégués : Jamie Bell, Phil Hunt, Brian Kavanaugh-Jones, Andrew C. Robinson, Compton Ross, Anthony Seyler, Pete Shilaimon et Jared Underwood
Producteurs associés : Adrian Politowski et Rowena Wallace
- Sociétés de production : Automatik Entertainment, Aperture Media Partners, Blank Tape, Head Gear Films, Interscope Films et Metrol Technology
- Sociétés de distribution : Bleecker Street Media (États-Unis), Metropolitan Filmexport (France)
- Budget : n/a
- Pays d'origine :  États-Unis,  Royaume-Uni
- Langue originale : anglais
- Format : couleur
- Genre : drame
- Durée : 92 minutes
- Dates de sortie[1] :
  - Canada : septembre 2018 (festival international du film de Toronto)
  - États-Unis : 5 avril 2019
  - France : 26 juin 2019

## Distribution

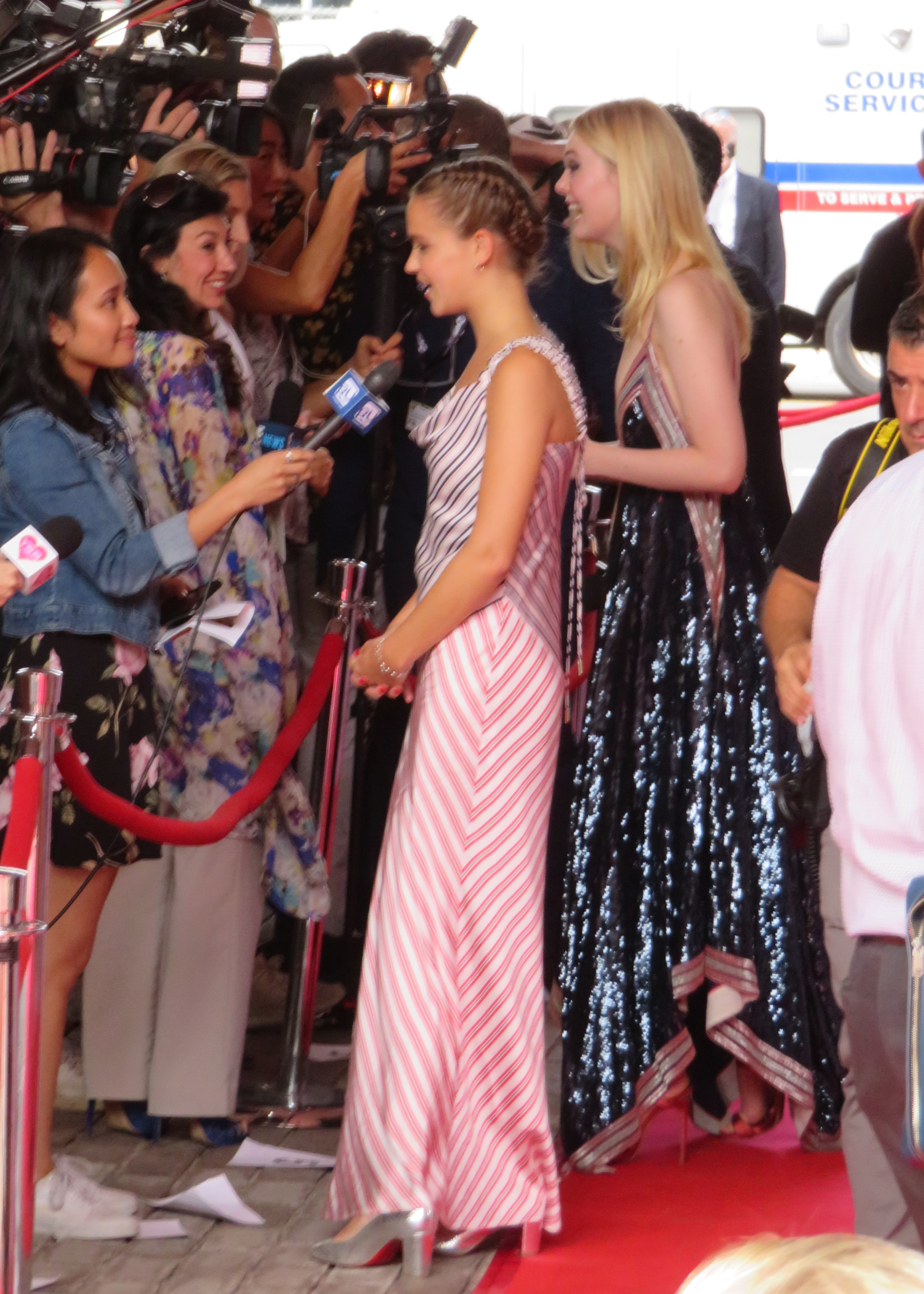
L'actrice principale Elle Fanning à la première du film au Festival International du Film de Toronto 2018.

- Elle Fanning (VF : Rebecca Benhamour) : Violet Valenski
- Zlatko Burić : Vlad
- Rebecca Hall : Jules
- Agnieszka Grochowska : la mère de Violet
- Clara Rugaard
- Millie Brady (VF : Claire Morin) : Anastasia
- Olive Gray
- Ruairi O'Connor (VF : Aurélien Raynal) : Keyan Spears
- Archie Madekwe : Luke
- Jordan Stephens (VF : Jean-Michel Vaubien) : Rollo
- Ursula Holliday : Louise

## Production
En janvier 2017, il est révélé que l'acteur Max Minghella va faire ses débuts de réalisateur avec Teen Spirit, d'après un script qu'il a lui-même écrit. Le film est ensuite proposé au marché du film européen de la Berlinale 2017 en février 2017. Dans la foulée, Elle Fanning est annoncée dans le rôle principal.
Le tournage débute à Londres en juillet 2017, alors que le reste de la distribution est annoncé. En septembre 2018, la première bande-annonce révèle la présence de Rebecca Hall.

## Accueil

### Box-office
En France, le film comptabilise 29 293 entrées.